# Beta C-Mag

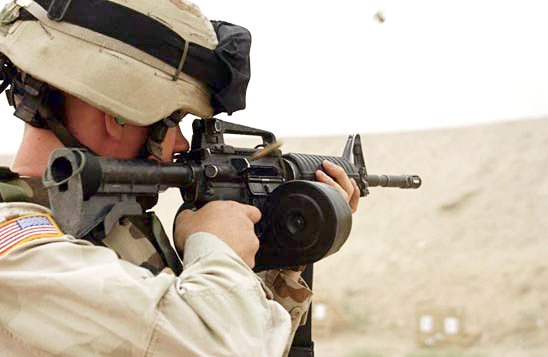
Beta C-Mag під час польових випробувань на карабіні M4.

Beta C-Mag — це барабанний магазин ємністю 100 набоїв виробництва Beta Company. Його розробив Джим Салліван і запатентував 1987 року. Магазин був адаптований для використання у різній зброї, яка веде вогонь набоями 5,56×45 мм НАТО, 7,62×51 мм НАТО та 9×19 мм Парабелум.
Назва C-Mag є скороченням від англ. century magazine, через кількість набоїв у магазині — 100.
Він складається з двох барабанних частин, де міститься по 50 набоїв. Остання версія магазина доступна з його прозорою тиловою частиною, щоб стрілець міг бачити кількість набоїв у магазині. Вага C-Mag, спорядженого набоями 5,56×45 мм НАТО, загалом становить 2,1 кг; вага C-Mag з набоями 7,62×51 мм НАТО становить 4,77 кг.
Збройні сили США адаптували магазин для гвинтівки М16. Конструкція магазина, в тому числі креслення, детально описані у патенті U.S. Patent 4 658 700.

## Конструкція
C-MAG компактний спарений барабанний магазин на 100 набоїв. Він складається з двох головних компонентів: подвійного барабанного сховища та з'єднувального кронштейна. Сховище стандартне і може вміщувати будь-які набої схожого калібру. Кронштейн кріплення слугує для адаптації під специфічну зброю.
Перед заряджанням і після стрільби, затискач подачі заповнюється прокладками, які є невід'ємною частиною магазина. Верхня частина прокладки має конічну форму для того, щоб затвор зброї міг закритися після останнього пострілу. Довжина стрічки подачі залежить від горловини подачі конкретної зброї.
Під час заряджання набої кладуть на верхню частину прокладки і проштовхують через горловину подачі в барабани. Колонка з набоїв розділяється у місці з'єднання горловини та барабанів для рівномірного розподілу набоїв у барабани у два концентричні ряди.
Під час стрільби пружина виштовхує набої з барабанів, поки вони не дійдуть до кулачкового леза, яке об'єднує набої в одну колонку і подає їх у зброю.

## Зброя сумісна з магазинами C-MAG

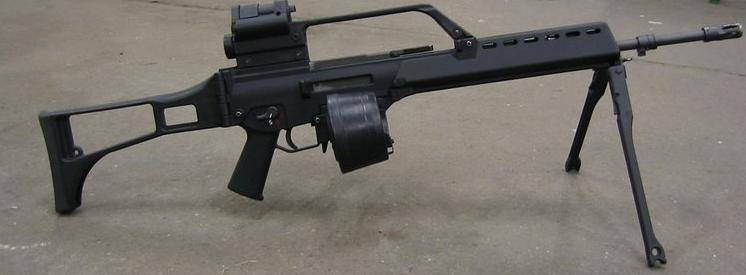
Штурмова гвинтівка Heckler & Koch G36 сухопутних військ Німеччини з магазином Beta C-Mag та сошками.

9×19 мм Парабелум
- Colt 9mm SMG
- Heckler & Koch MP5
- Uzi
- Glock

5,56×45 мм НАТО
- FN Minimi
- Легкий кулемет M249
- Ultimax 100[4]
- AR-15
- Beretta ARX-160
- FN SCAR
- Heckler & Koch G36
- Heckler & Koch HK33 / 53
- Heckler & Koch HK416
- Heckler & Koch HK 93
- Heckler & Koch XM8
- Карабін M4
- Штурмова гвинтівка M16
- Гвинтівка PVAR
- Ruger Mini-14
- SA80
- SIG SG550 / 551 / 552 / 553 / 556
- Steyr AUG

7,62×51 мм НАТО
- AR-10
- FN FAL
- Heckler & Koch HK91
- Heckler & Koch G3
- M14 rifle

## Оцінки ефективності

### Надійність
Тестування бійцями армії США у 2003 в Афганістані магазинів C-Mag показали їхню ненадійність у бойових умовах. Вони повідомляли про часті відмови. Магазин Beta C-Mag не набув широкого застосування в армії і не був класифікований.
У листопаді 2008-го Експериментальна Оперативна група армії США (AETF) у Форті Блісс, Техас, оцінювала шість магазинів BETA C-MAG. Чотири магазини — два з непрозорими задніми стінка і два з прозорими — використовували з карабінами M4 у трьох вогневих сценаріях: керований подвійний постріл, контрольована черга і швидкий вогонь. Згідно з підсумковим меморандумом, чотири магазини «бездоганно працювали у всіх трьох сценаріях без заклинювань і затримок». Крім того, два магазина з непрозорими задніми стінками були встановлені на легкий кулемет M249 для стрільби керованими чергами та ведення безперервного вогню. Ці випробування також пройшли без «проблем», згідно з меморандумом, де зазначено, що солдати «мають лише позитивні відгуки» про магазини C-MAG.
Тестові стрільби з Heckler & Koch HK91, Heckler & Koch G3 та двох інших зразків зброї на базі Heckler & Koch, набоями калібру 7,62 мм з C-Mag виявили цілком придатне використання при спорядженні або стрільбі з темпом стрільби у 1000 пострілів за хвилину.